# Částkov, Tachov
Částkov là một làng thuộc huyện Tachov, vùng Plzeňský, Cộng hòa Séc.